# 로레토 광장

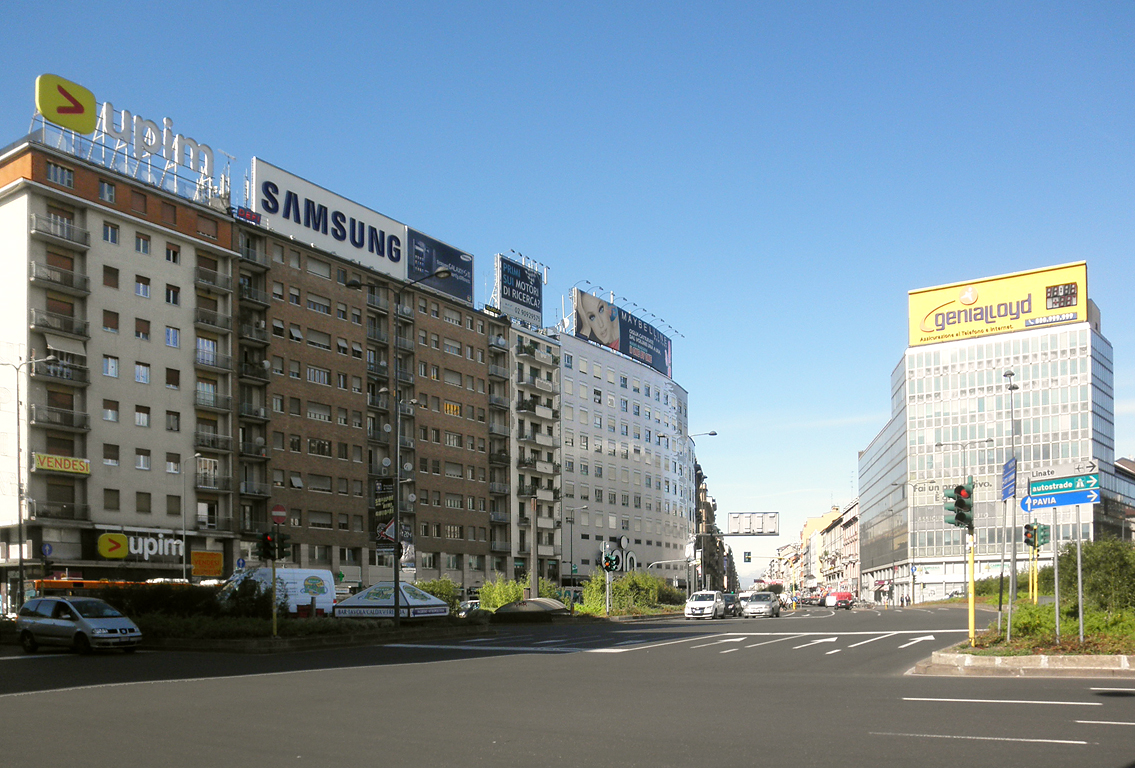
광장 전경.

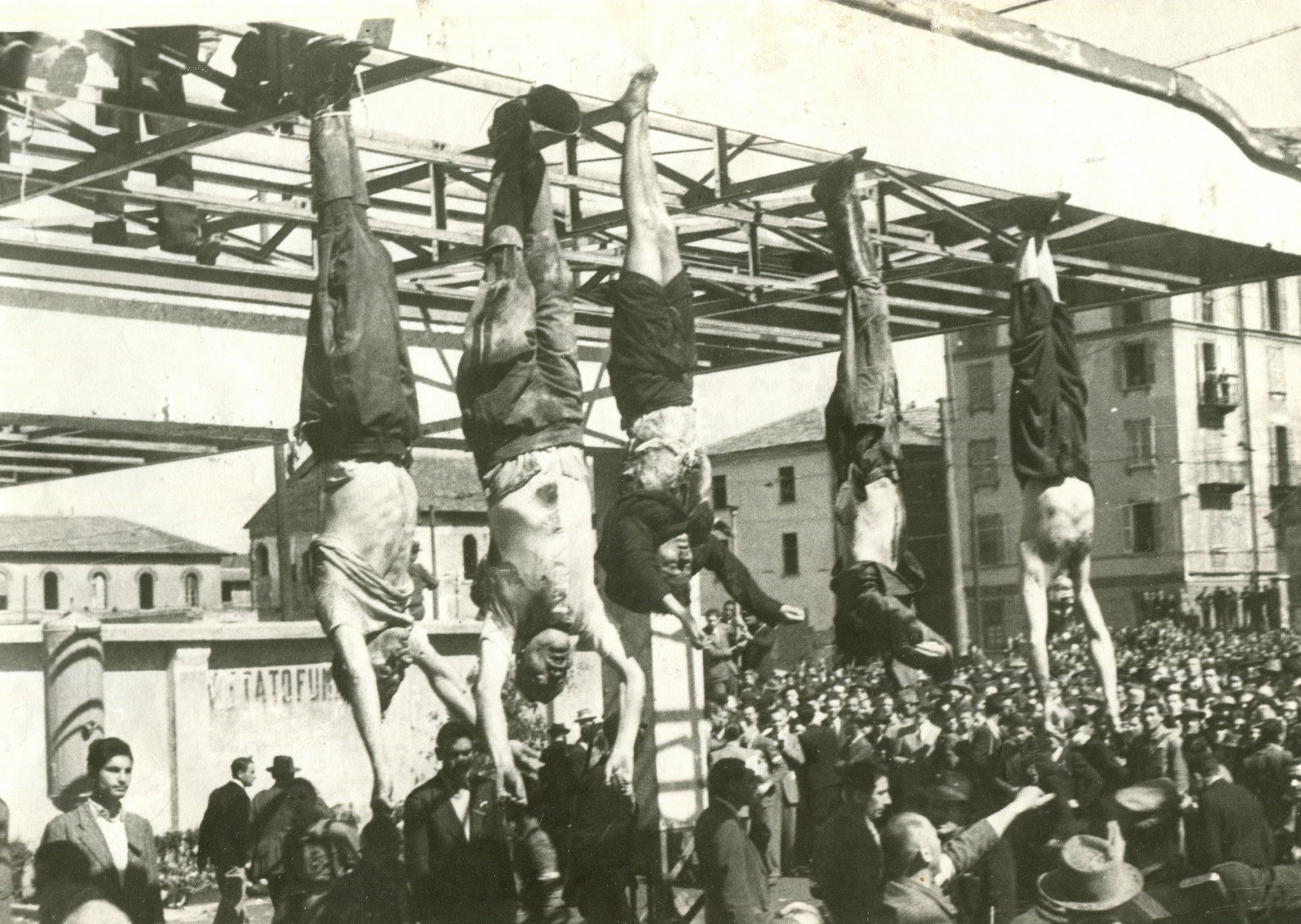
왼쪽에서 오른쪽으로, 니콜라 봄바치, 베니토 무솔리니, 클라라 페타치, 알레산드로 파볼리니, 아킬레 스타라체.

로레토 광장(이탈리아어: Piazzale Loreto)은 이탈리아 밀라노에 있는 광장이다.
1945년 4월 29일에 베니토 무솔리니와 그 첩 클라라 페타치를 비롯한 고위 파시스트들의 시체가 거꾸로 매달려 조리돌림 당한 곳으로 유명하다.